# Анселм I фон Тюбинген
Анселм I фон Тюбинген (* ок. 966) е първият известен граф на Тюбинген. Неговите потомци стават пфалцграфове на Тюбинген.

## Деца
Анселм I фон Тюбинген има един син:
- Хуго I фон Тюбинген (* ок. 1007), граф на Тюбинген, баща на:
  - Анселм II фон Тюбинген (* 1048), баща на:
    - Хуго II фон Тюбинген († ок. 1037), баща на:
      - Хуго III фон Тюбинген († сл. 1079), баща на:
        - Хуго I (IV) фон Тюбинген († 1087/ок. 1120), граф на Тюбинген, баща на:
          - Хуго I (V) пфалцграф на Тюбинген/Хуго V фон Наголд († 1152), пр. 1146 г. пфалцграф на Тюбинген.

      - Хайнрих фон Тюбинген († 1085/1103), граф на Тюбинген
      - Анселм фон Тюбинген († сл. 1078), граф на Наголдгау
      - Зигибото фон Тюбинген († сл. 1078), граф на Тюбинген в замък „Бург Рук“ и съосновател на манастир Блаубойрен (ок. 1085 г. в Баден-Вюртемберг).